# Dlan
Dlan je za prijemanje prilagojeni del sprednje okončine pri človeku in nekaterih živalih. Običajno je bolj gibljiva od stopala. V dlaneh so tri skupine manjših kosti - zapestnice, dlančnice in prstnice.  